# Liste der Biografien/Osp
Liste der Biografien |
Portal Biografien |
Personensuche
# |
A |
B |
C |
D |
E |
F |
G |
H |
I |
J |
K |
L |
M |
N |
O |
P |
Q |
R |
S |
T |
U |
V |
W |
X |
Y |
Z |
?
 
Oa |
Ob |
Oc |
Od |
Oe |
Of |
Og |
Oh |
Oi |
Oj |
Ok |
Ol |
Om |
On |
Oo |
Op |
Oq |
Or |
Os |
Ot |
Ou |
Ov |
Ow |
Ox |
Oy |
Oz
 
Osa |
Osb |
Osc |
Osd |
Ose |
Osg |
Osh |
Osi |
Osk |
Osl |
Osm |
Osn |
Oso |
Osp |
Osr |
Oss |
Ost |
Osu |
Osv |
Osw |
Osy |
Osz
Die Liste der Biografien führt alle Personen auf, die in der deutschsprachigen Wikipedia einen Artikel haben. Dieses ist eine Teilliste mit 35 Einträgen von Personen, deren Namen mit den Buchstaben „Osp“ beginnt.

## Osp

### Ospa
- Ospald, Hermann (1921–1996), deutscher Gewerkschafter und Politiker (SPD), MdL Bayern
- Ospalý, Filip (* 1976), tschechischer Triathlet
- Ospanow, Marat (1949–2000), kasachischer Politiker
- Ospanow, Serik (* 1964), kasachischer Politiker

### Ospe
- Ospel, Anton (1677–1756), österreichischer Architekt und Barockbaumeister
- Ospel, Marcel (1950–2020), Schweizer BankmanagerMarcel Ospel (1950–2020)

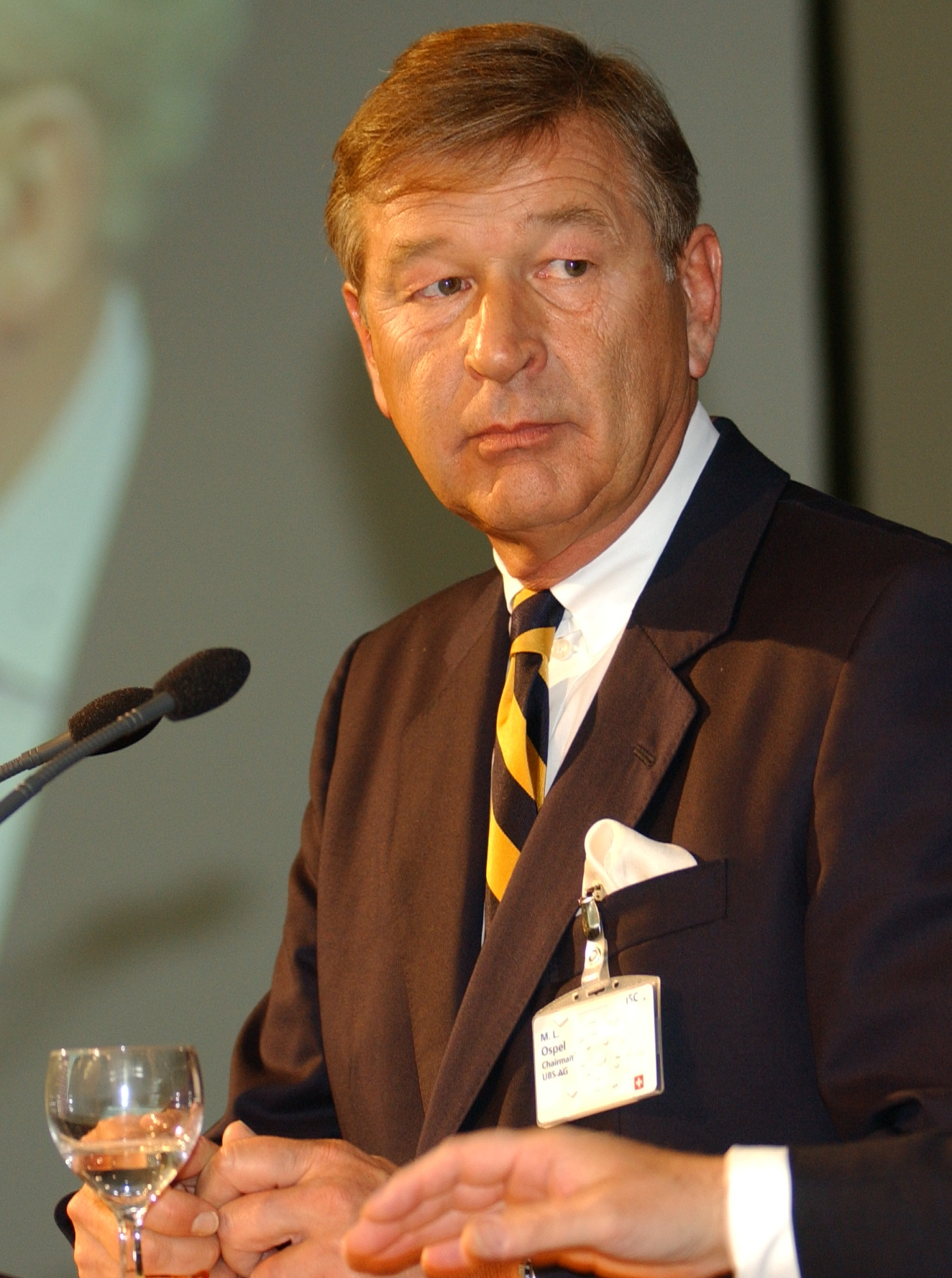
Marcel Ospel (1950–2020)

- Ospelt, Hilmar (1929–2020), liechtensteinischer Politiker (FBP)
- Ospelt, Josef (1881–1962), liechtensteinischer Politiker
- Ospelt, Jürgen (* 1974), liechtensteinischer Fußballspieler
- Ospelt, Justin (* 1999), liechtensteinischer Fussballspieler
- Ospelt, Karlheinz (* 1961), liechtensteinischer Politiker (VU)
- Ospelt, Marco (* 1948), liechtensteinischer Arzt und Politiker (FBP)
- Ospelt, Meinrad (1844–1934), liechtensteinischer Politiker (FBP)
- Ospelt, Meinrad (1906–1983), liechtensteinischer Politiker (FBP)
- Ospelt, Oskar (1908–1988), liechtensteinischer Leichtathlet und Olympiateilnehmer
- Ospelt, Philipp (* 1992), liechtensteinischer Fussballspieler
- Ospelt, Ruth (* 1959), liechtensteinische Sportfunktionärin
- Ospelt, Werner (* 1940), liechtensteinischer Politiker
- Ospelt, Wolfgang (* 1965), liechtensteinischer Fussballspieler
- Ospelt-Amann, Ida (1899–1996), liechtensteinische Mundartdichterin

### Ospi
- Ospina Leongómez, José Roberto (* 1947), kolumbianischer Geistlicher, emeritierter römisch-katholischer Bischof von Buga
- Ospina Pérez, Mariano (1891–1976), kolumbianischer Politiker, Präsident von Kolumbien (1946–1950)
- Ospina Pizano, María (* 1977), kolumbianische Schriftstellerin, Literaturwissenschaftlerin und Hochschullehrerin
- Ospina, Carlos (* 1982), kolumbianischer Bahn- und Straßenradrennfahrer
- Ospina, David (* 1988), kolumbianischer FußballspielerDavid Ospina (* 1988)

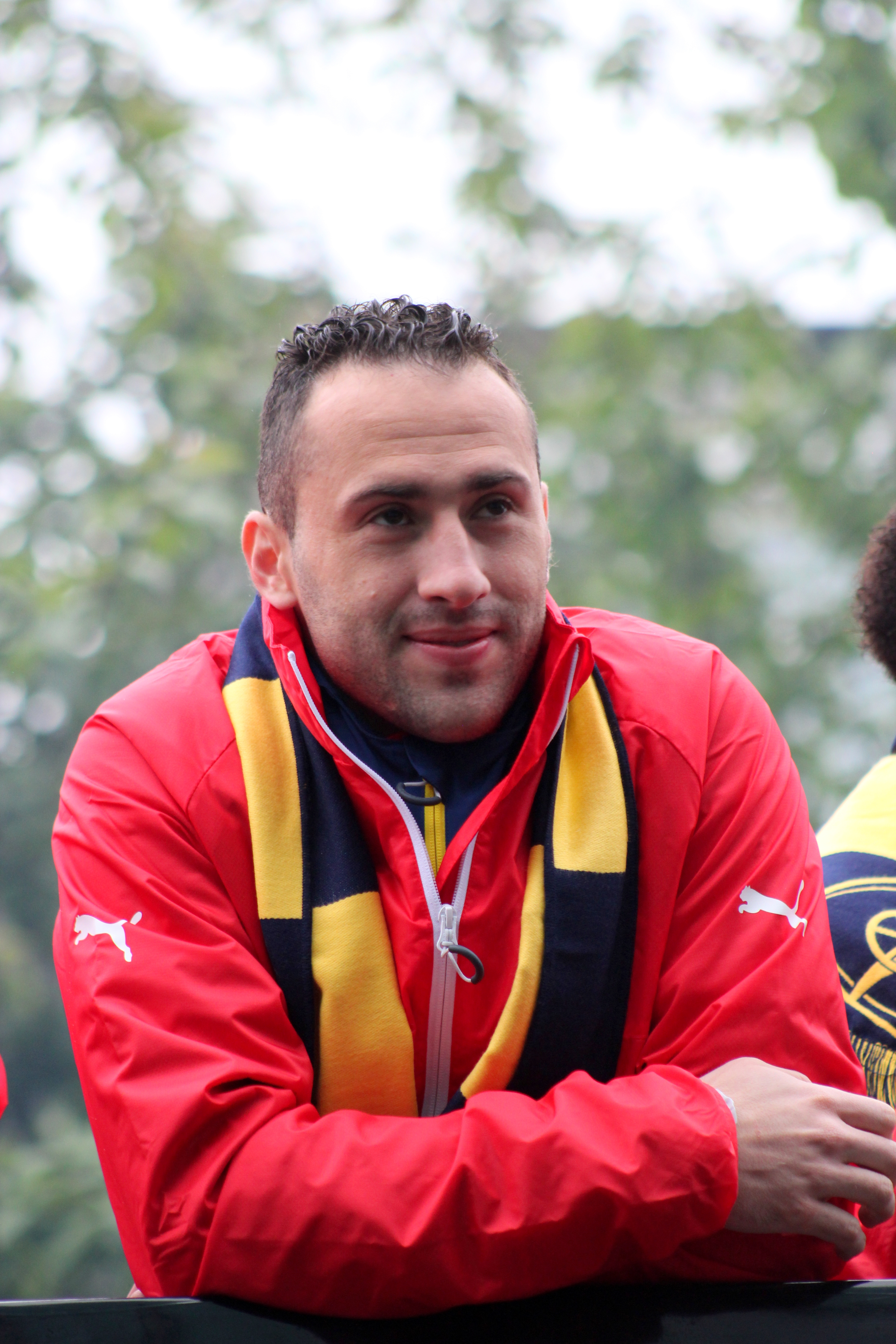
David Ospina (* 1988)

- Ospina, Diana (* 1989), kolumbianische Fußballspielerin
- Ospina, Hernando Calvo (* 1961), kolumbianischer Journalist und Schriftsteller
- Ospina, Jhon (* 1992), kolumbianischer Fußballschiedsrichter
- Ospina, Mariapaz (* 2006), kolumbianische Tennisspielerin
- Ospina, Pedro Nel (1858–1927), kolumbianischer General, Politiker und Diplomat
- Ospina, Tulio (1857–1921), kolumbianischer Bergbauingenieur, Wissenschaftler, Unternehmer und Autor
- Ospino, Marlet (* 2004), kolumbianische Sprinterin
- Ospital, Thomas (* 1990), französischer Organist
- Ospitaleche, Facundo (* 1996), uruguayischer Fußballspieler

### Ospo
- Ospovat, Sam (* 1978), US-amerikanischer Jazz- und Improvisationsmusiker